# كلود رور
كلود رور (بالفرنسية: Claude Rouer)‏ مواليد 25 أكتوبر 1929 في باريس، هو دراج فرنسي سابق في صنف سباق الدراجات على الطريق. سبق أن شارك في دورة الألعاب الأولمبية الصيفية وفاز بميدالية أولمبية برونزية.

## الميداليات
| الميدالية | المسابقة                       |
| --------- | ------------------------------ |
| برونزية   | الألعاب الأولمبية الصيفية 1952 |

## روابط خارجية
- كلود رور على موقع أرشيف الدراجات (الإنجليزية)
- كلود رور على موقع إحصائيات الدراجات الإحترافية (الإنجليزية)
- كلود رور على موقع اللجنة الأولمبية الدولية (الإنجليزية)
- كلود رور على موقع أوليمبيديا (الإنجليزية)